# Красне Селище
Кра́сне Се́лище (рос. Красное Селище, марій. Красный Селище) — присілок у складі Гірськомарійського району Марій Ел, Росія. Входить до складу Пайгусовського сільського поселення.

## Населення
Населення — 46 осіб (2010; 40 у 2002).
Національний склад (станом на 2002 рік):
- гірські марійці — 97 %